# 立方码
立方码（符号：yd³）是一个英制/美国惯用的（非国际单位制非米制）体积单位，在美国使用。它被定义为一个边长为1码（3英尺，36英寸，0.9144米）的立方体的体积。

## 符号和缩写
立方码的IEEE为yd³。使用以下符号：
- cubic yards, cubic yard, cubic yds, cubic yd
- cu yards, cu yard, cu yds, cu yd, CYs
- yards/-3, yard/-3, yds/-3, yd/-3
- yards^3, yard^3, yds^3, yd^3
- yards³, yard³, yds³

### 立方码/秒
立方码/秒（1 yd3/s）是体积流速的单位。 它相当于每秒钟有一立方码通过的区域。

### 立方码/分
立方码/分（1 yd3/min）是体积流速的单位。 它相当于每分钟有一立方码通过的区域。
- 1 yd3/s = 60 yd3/min

## 换算
| 1 立方码                      |
| = 27 cubic feet               |
| = 46656 cubic inches          |
| = 0.764554857984 cubic metres |
| ≈ 1.83426465×10−10 立方英里s  |
| ≈ 21.0223197 英制 桶          |
| ≈ 21.6962157 美制桶           |
| ≈ 168.178557 英制 加仑        |
| ≈ 201.974 US liquid gallons   |
| ≈ 4.80890476 crude barrels    |
| ≈ 764.5549 litres             |